# Édouard Cothenet
Édouard Cothenet est un bibliste et théologien français né le 25 juillet 1924 à Bourges, prêtre du diocèse de Bourges et professeur émérite à l'Institut catholique de Paris.

## Biographie
Fils aîné du maire de Bourges et érudit André Cothenet (1897-1976), il est ordonné prêtre en 1948 par Mgr Lefèbvre, archevêque de Bourges. Professeur à l'Université catholique de Paris durant de longues années, il fonde en 1975 l'association diocésaine Foi et Culture. Spécialiste de l'exégèse du Nouveau Testament, il a publié de nombreux articles et ouvrages sur le corpus paulinien, les épîtres pastorales et les apocryphes chrétiens. Il est aujourd'hui prêtre en disponibilité pour le doyenné de Bourges.

## Publications

### Ouvrages
- Les Épitres de Pierre, « Cahiers Évangile » n° 47, éditions du Cerf, 1984
- Les Épitres pastorales, « Cahiers Évangile » n° 72, éditions du Cerf, 1990
- Les Épitres aux Colossiens et aux Éphésiens, « Cahiers Évangile » n° 82, éditions du Cerf, 1992
- Le Message de l'Apocalypse, éditions Mame/Plon, 1995
- Exégèse et liturgie, 2 vol., éditions du Cerf, 1999
- Petite vie de saint Paul, éditions Desclée de Brouwer, 2004
- La Chaîne des témoins dans l'évangile de Jean, éditions. du Cerf, 2005
- L'Épitre aux Galates, « Cahiers Évangile » n° 34, éditions du Cerf, 2005
- Découvrir les Apocryphes chrétiens, éditions Desclée de Brouwer, 2009
- Communautés chrétiennes au Ier siècle, éditions Salvator, 2015
- L'Eucharistie au cœur des Écritures, éditions Salvator, 2016
- La Première Encyclique, éditions Salvator, 2017
- Paul, serviteur de la nouvelle Alliance, éditions du Cerf, 2018

### Articles et contributions
- Avec Albert Vanhoye et Michèle Morgen, Les Dernières Épîtres : Hébreux, Jacques, Pierre, Jean, Jude, éditions Bayard, 1997
- Avec Charles Perrot, Enrico Norelli et al., Marie  et la Sainte Famille, 2 vol., éditions Médiaspaul, 2006
- Édouard Cothenet (dir.) et al., Supplément au Dictionnaire de la Bible, éditions Letouzey et Ané
- Édouard Cothenet et al., in Pierre Geoltrain (dir.), Aux origines du christianisme, 2000, Folio/Histoire  (ISBN 978-2-07-041114-6)
- « Le paradis, du judaïsme au christianisme », Le Monde de la Bible, juin 2015
- « Histoire de l'Acfeb », mars 2017